# Grigori Iwanowitsch Butakow

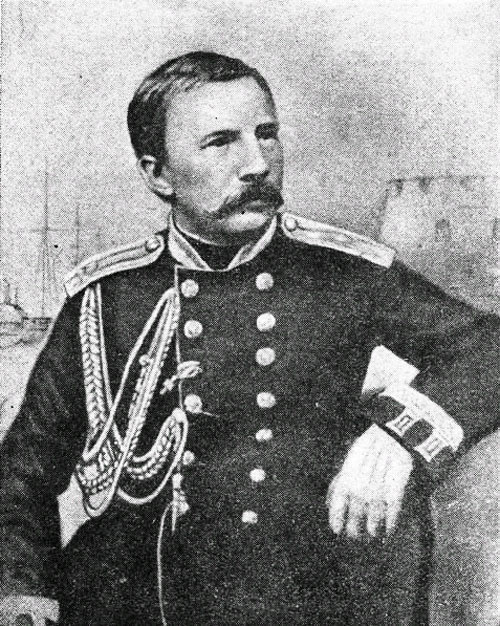
Grigori Iwanowitsch Butakow

Grigori Iwanowitsch Butakow (russisch Григорий Иванович Бутаков; * 27. Septemberjul. / 9. Oktober 1820greg. in Riga; † 31. Maijul. / 12. Juni 1882greg. in Sankt Petersburg) war ein russischer Admiral.

## Leben
1836 verließ Butakow erfolgreich die Kadettenschule für Seefahrt und trat im folgenden Jahr in die Schwarzmeerflotte ein, der er bis 1860 angehörte. In diesem Zeitraum wirkte er im Krimkrieg von 1853 bis 1856 mit und kommandierte die Fregatte Wladimir. Im Kampf mit dem osmanischen Dampfer Pervaz-Bakhri geriet Butakow in Kriegsgefangenschaft. Ab 1856 erhielt er die Stellung des Kommandanten der Schwarzmeerflotte, drei Jahre später wurde er Statthalter von Nikolajew und Sewastopol beauftragt. Noch im selben Jahr, 1860, wurde ihm das Oberkommando über die Baltische Flotte übertragen. Für seine Arbeiten über neue Taktiken mit Dampfern wurde Butakow 1863 mit dem Demidow-Preis ausgezeichnet. Im Rahmen des Russisch-Türkischen Krieges befehligte er ein gepanzertes Geschwader. Sein Vorschlag von 1878, die Flotte am Finnischen Meerbusen auszubauen, um die Städte Sankt Petersburg und Kronstadt besser schützen zu können, wurde angenommen und in die Tat umgesetzt. 1881 wurde er ein Mitglied des Staatsrates.

## Auszeichnungen
- 1863: Demidow-Preis